# Las Trancas, Emiliano Zapata
Las Trancas är en ort i Mexiko.   Den ligger i kommunen Emiliano Zapata och delstaten Veracruz, i den sydöstra delen av landet, 240 km öster om huvudstaden Mexico City. Las Trancas ligger 1 218 meter över havet och antalet invånare är 1 116.
Terrängen runt Las Trancas är huvudsakligen kuperad, men den allra närmaste omgivningen är platt. Runt Las Trancas är det tätbefolkat, med 331 invånare per kvadratkilometer. Närmaste större samhälle är Xalapa, 6,2 km nordväst om Las Trancas. I omgivningarna runt Las Trancas växer huvudsakligen savannskog.